# 玉祖神社

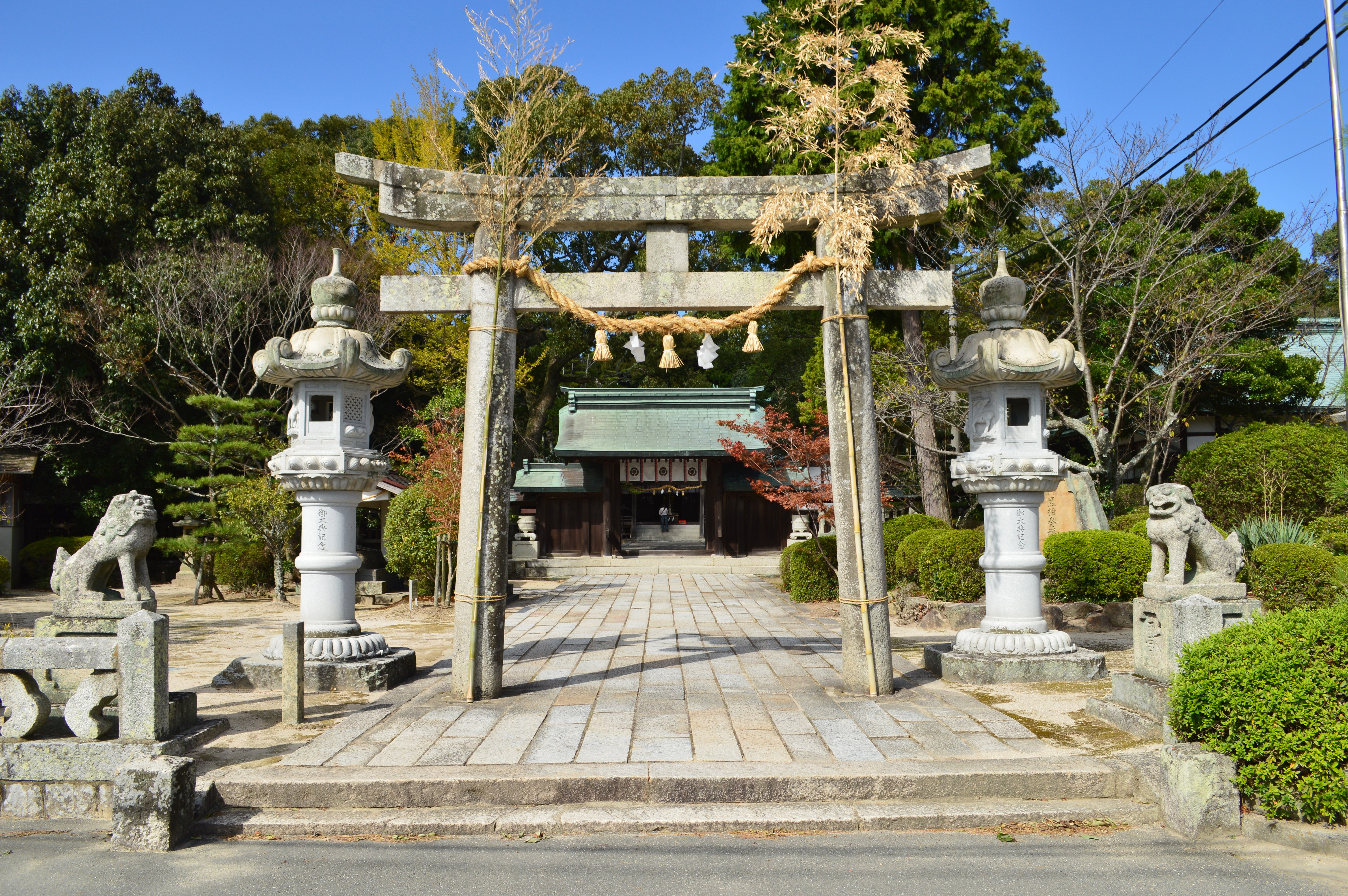
鳥居

玉祖神社（たまのおやじんじゃ）は、山口県防府市大崎にある神社。式内社、周防国一宮。旧社格は国幣中社で、現在は神社本庁の別表神社。
同市内にある同名の神社3社、および大阪府八尾市にある玉祖神社は当社から勧請を受けたとされ、当社はこれら玉祖神社の総本社である。

## 祭神
現在の祭神は、以下の2柱。
- 玉祖命（たまのおやのみこと） - 玉祖連の祖神とされる。岩戸隠れの際に勾玉を作った神であることから宝石関係者、レンズのことを「玉」ということから眼鏡関係者、水晶を使用することから時計関係者より信仰を集める。
- 不詳 - 石凝姥命・天鏡命とする説などがある

『延喜式神名帳』には「玉祖神社二座」とあり祭神は2柱ということになるが玉祖命のほかは不詳。玉祖命・石凝姥命ともに日本神話では岩戸隠れの段に初出し、天孫降臨の段では五伴緒として天孫とともに天降った。

## 歴史

### 概史
物証はないが、勾玉や管玉を作る集団である玉造部が祖神玉祖命を祀るために創建したと考えられている。
日本書紀によれば、景行天皇が熊襲征伐のために西行する途中、この地の神夏磯媛（かみかしひめ）を長とする一族が神器を捧げ恭順を示し、このとき天皇は玉祖神社で戦勝祈願したという。
社伝によれば、祭神の玉祖命がこの地で亡くなったため、社殿を造営して祀ったのに始まるとされ、附近には玉祖命の墳墓と伝えられる「玉の石屋」がある。平安時代には周防国一宮として崇敬を受け、中世以降も歴代領主から崇敬された。明治4年には、近代社格制度において国幣小社に列格され、大正4年に国幣中社に昇格した。戦後は神社本庁の別表神社に指定されている。
東大寺再建の用材調達のために佐波川流域を訪れていた俊乗坊重源は、その完成の感謝として建久6年(1195)に玉祖神社に社殿と10町の免田を寄進した。社では重源が加判した「周防国一宮造替神殿宝物等目録」（国・重文）を所蔵している。

### 神階
- 貞観9年（867年）3月10日、従四位下から従三位（『日本三代実録』）- 表記は「玉祖神」
- 康保元年（964年）、従一位

## 境内

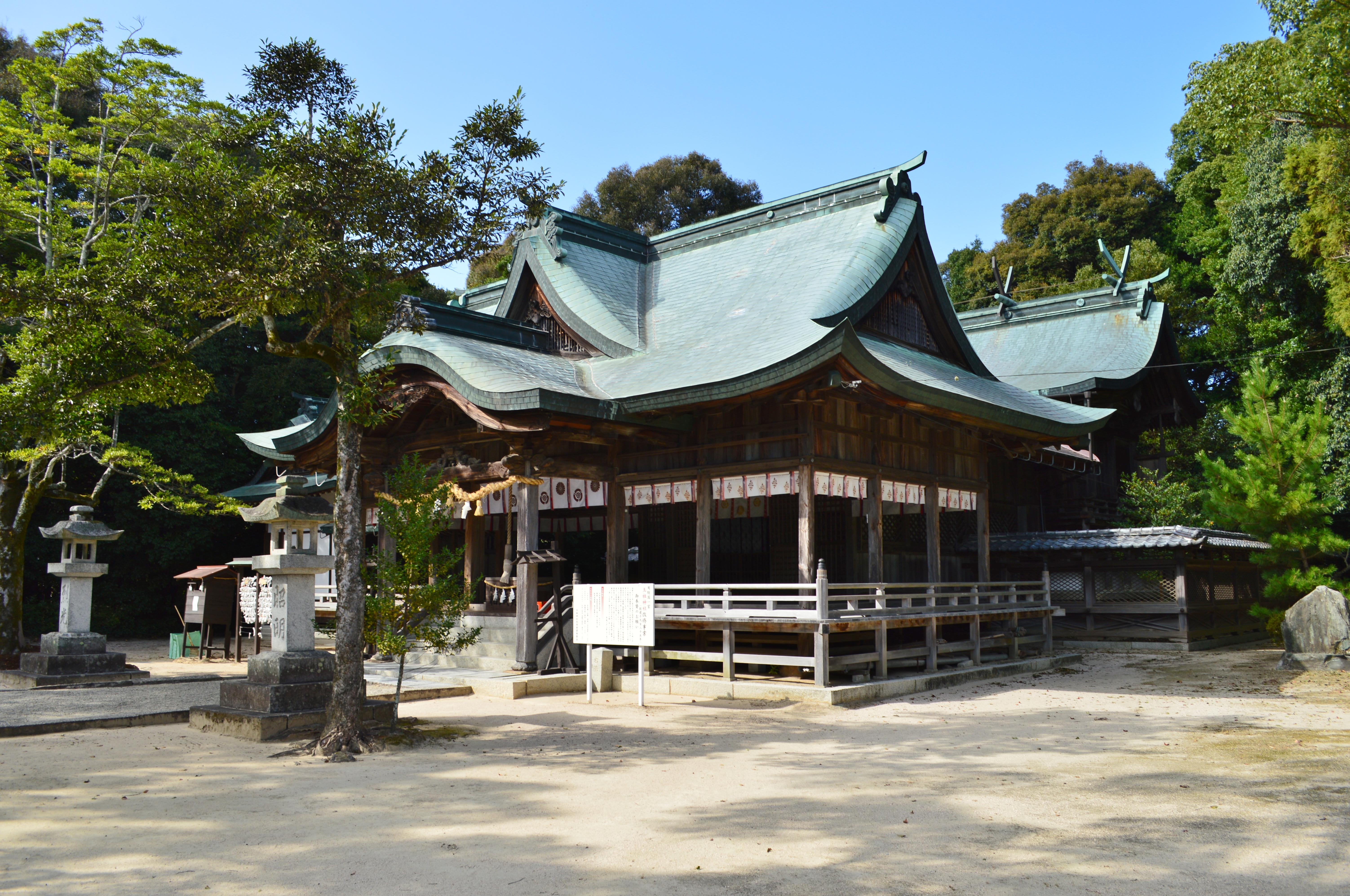
社殿
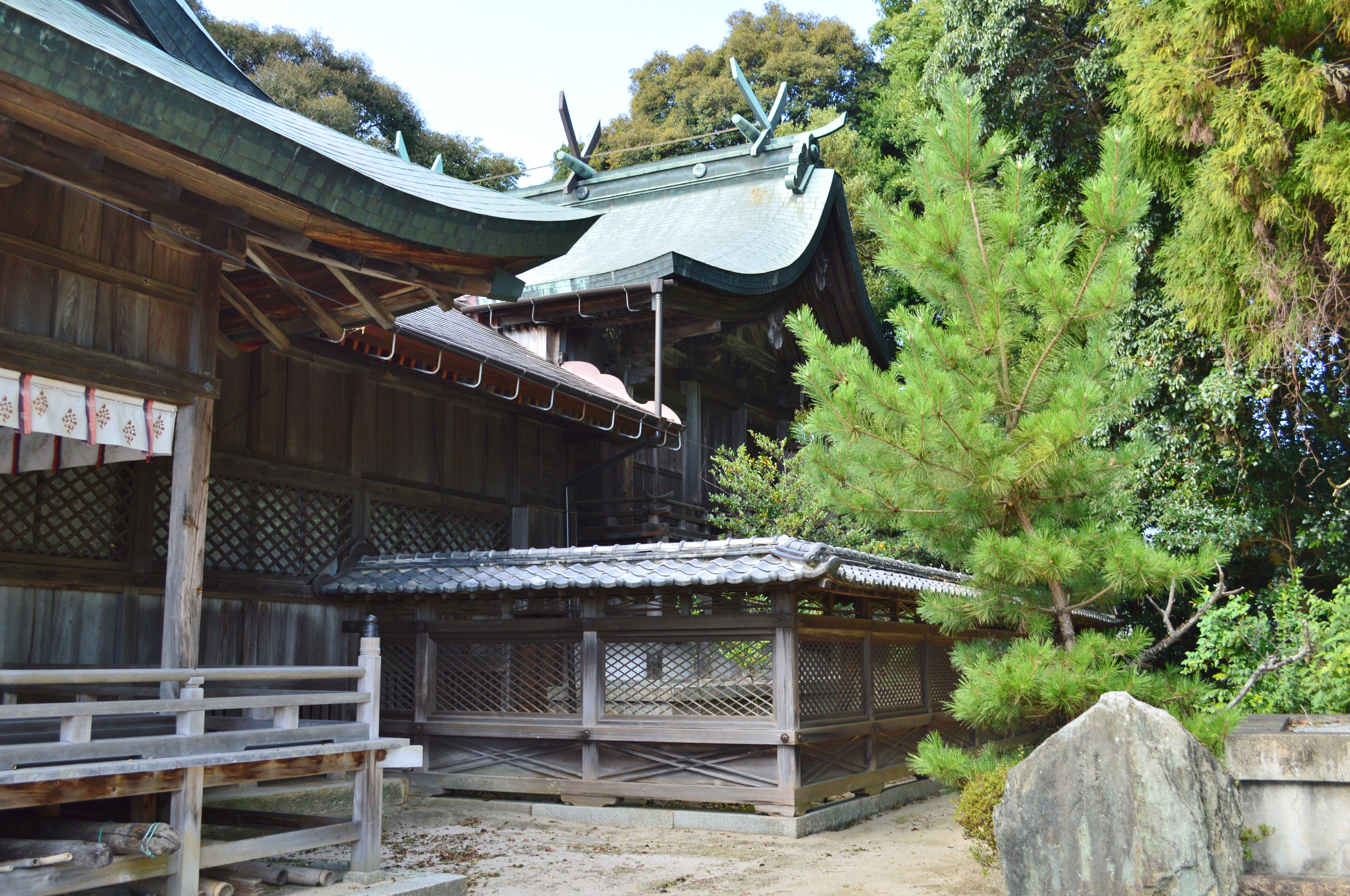
本殿
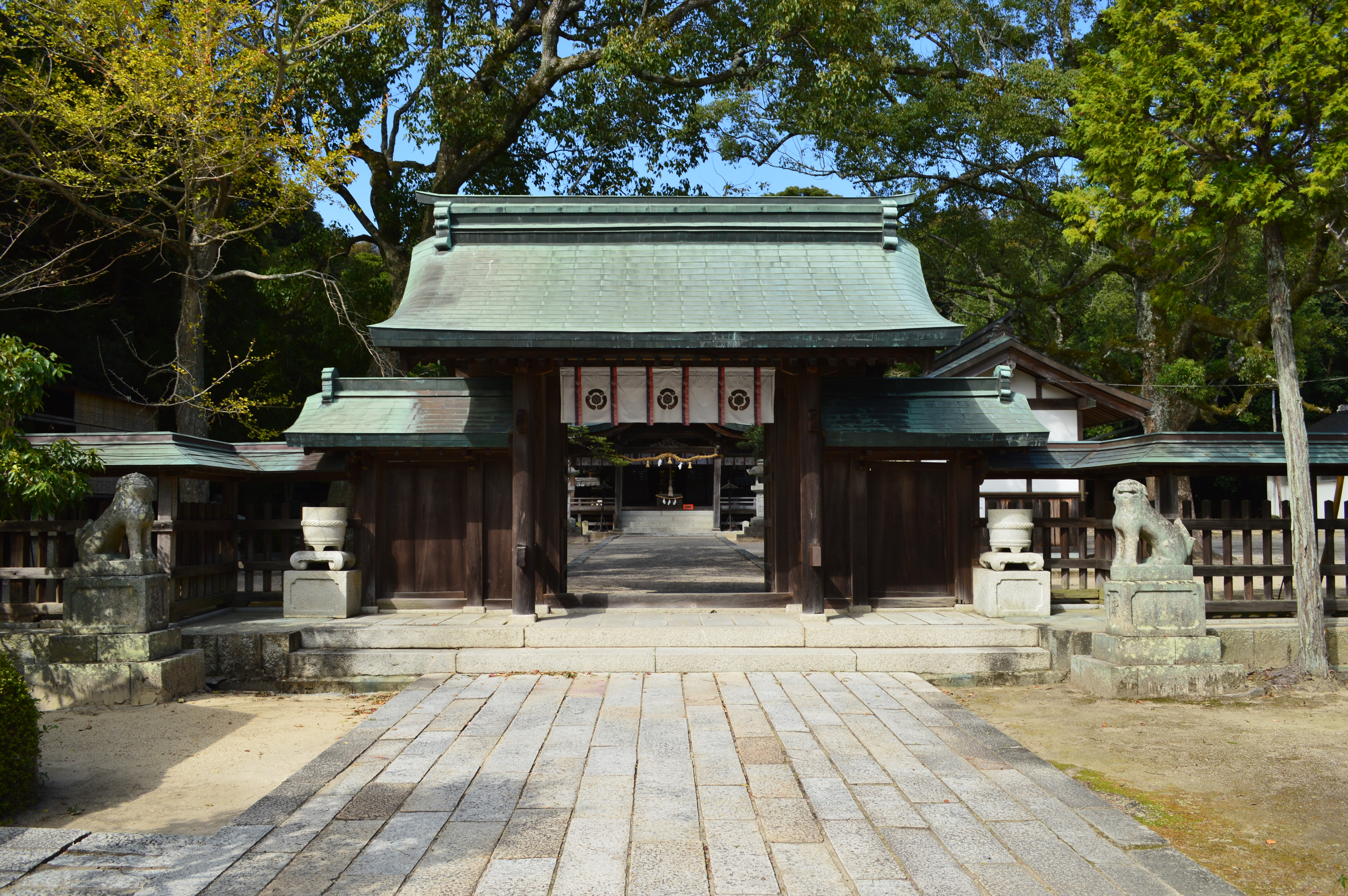
神門
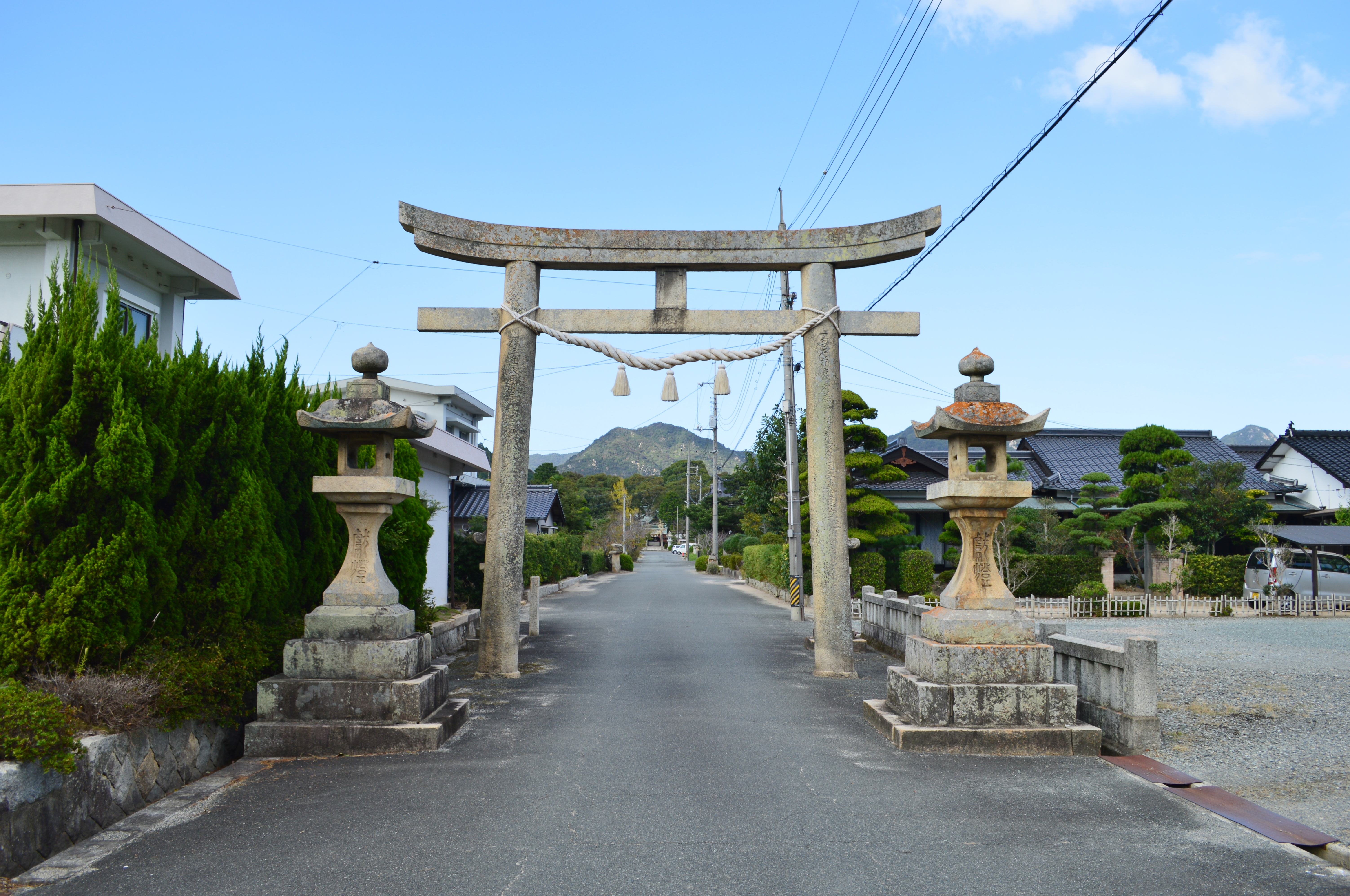
一の鳥居
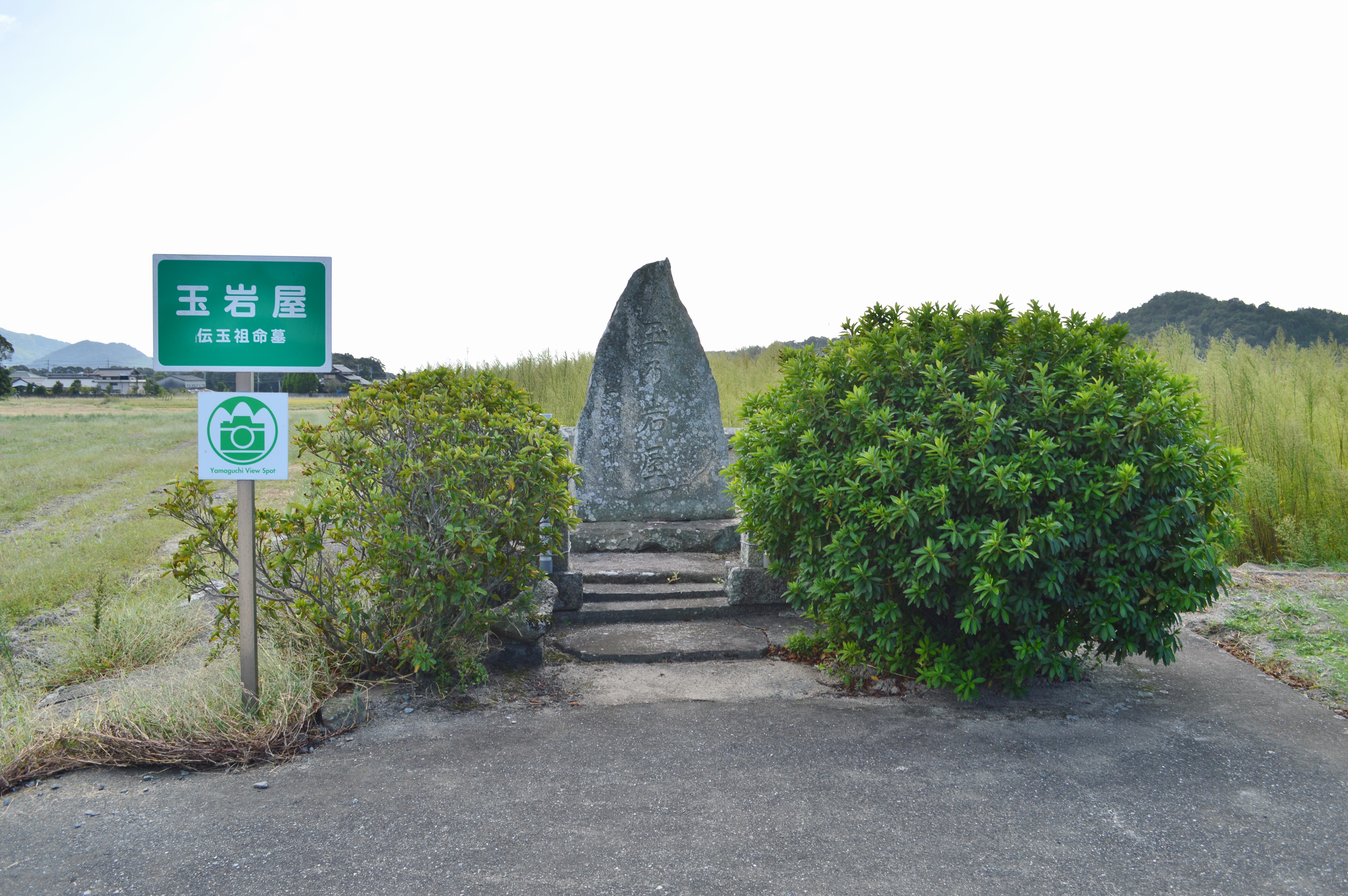
玉岩屋（伝玉祖命墓） 境内の北東に所在。

## 主な祭事
秋の例祭の前日の夜に「占手神事（うらてしんじ）」が、当日の早朝には土鼎で炊いたご飯を神前に供える「炊きあげ神事」が行われる。ともに神功皇后が三韓征伐の際に当社で軍の吉凶を占った故事に由来すると伝えられる。占手神事は白褌の二人の軍士が相撲のような所作を行う神事で、夜の神事、占手相撲とも呼ばれる。現在は夕宵に行われ、春の大祭にも奉納される。山口県指定の無形民俗文化財となっている。

## 文化財

### 重要文化財（国指定）
- 周防国一宮造替神殿宝物等目録 建久六年九月廿八日 重源加判（古文書） - 1976年（昭和51年）6月5日指定[3]。

### 選択無形民俗文化財（国選択）
- 玉祖神社の占手相撲 - 1997年（平成9年）12月4日選択[4]。

### 山口県指定文化財
- 無形民俗文化財
  - 玉祖神社の占手神事 - 1976年（昭和51年）11月24日指定[5]。

### 防府市指定文化財
- 有形文化財
  - 太刀無銘（伝信国）（工芸品） - 1969年（昭和44年）3月31日指定[6]。
  - 太刀銘吉包（工芸品） - 1969年（昭和44年）3月31日指定[6]。
- 天然記念物
  - 玉祖神社の社叢 - 1986年（昭和61年）3月3日指定[6]。

## その他

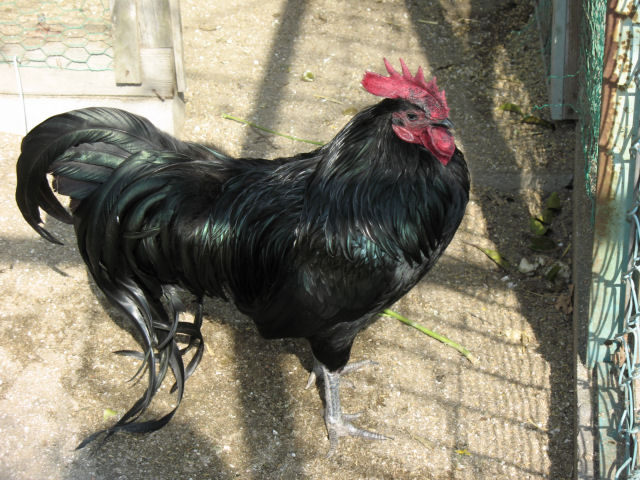
黒柏鶏

天然記念物に指定されている黒柏鶏発祥の地とも言われ、境内には顕彰碑が建つ。また、境内で数匹が飼育されている。

## 交通アクセス
- 鉄道：JR西日本山陽本線 防府駅（徒歩約45分）
- バス：防長交通「総合医療センター前」バス停（徒歩約20分）

## 関連図書
- 安津素彦・梅田義彦編集兼監修者『神道辞典』神社新報社、1968年、37-38頁
- 白井永二・土岐昌訓編集『神社辞典』東京堂出版、1979年、221頁
- 菅田正昭『日本の神社を知る「事典」』日本文芸社、1989年、209頁